# Hiltraud Ast
Hiltraud Ast (* 16. Dezember 1923 in Wien; † 26. Mai 2020 ebenda) war eine österreichische Volkskundlerin und Heimatforscherin.

## Leben
Hiltraud Ast wurde als Tochter des Gymnasialprofessors Alois Hornung und der Hauptschullehrerin Margarete Hornung geboren. Sie besuchte die Volksschule in Wien-Grinzing, das Realgymnasium im Kloster Hofzeile in Wien-Döbling und die Oberschule Billrothstraße. Sie maturierte 1941. Nach dem Reichsarbeitsdienst in Thüringen und einem Krieghilfsdienst in Wien studierte sie an der Universität Wien Mathematik und Physik und schloss 1945 mit einer Lehramtsprüfung in Physik ab.
Hiltraud Ast übersiedelte 1946 von Wien nach Amstetten und 1949 nach Gutenstein.
Hiltraud Ast hatte aus erster Ehe einen Sohn und aus zweiter Ehe mit Ing. Wilhelm Ast eine Tochter. Sie lebte und arbeitete in Gutenstein und Wien.

## Volkskunde
Von 1955 bis 1965 war Hiltraud Ast Mitarbeiterin bei landwirtschaftlichen Gutachten und machte Erkundungen zu Land, Leute und Mundart und baute eine volkskundliche Privatsammlung auf. 1954 und 1962 war sie Mitarbeiterin der Niederösterreichischen Landesausstellungen. 1965 gründete sie in der Alten Hofmühle in Gutenstein das Waldbauernmuseum Gutenstein und übernahm 1975 die Museumsleitung und die Geschäftsführung des Museumsvereins Gesellschaft der Freunde Gutensteins. Ab 1978 war sie an der Erstellung von volkskundlichen Filmen beteiligt. 1994 gründete sie den Gutensteiner Bauernmarkt. Von 2009 bis 2011 war sie Mitarbeiterin des Internet-Portals zum Thema Historische Holzverwendung und Waldnutzung mit der Universität für Bodenkultur Wien.

## Auszeichnungen
- 1980 Michael-Haberlandt-Medaille, Verein für Volkskunde
- 1980 Wissenschaftspreis des Landes Niederösterreich
- 1983 Berufstitel Professor verliehen vom österreichischen Bundespräsidenten
- 1990 Hans-Kudlich-Preis

## Publikationen
- mit Wilhelm Ast, Ernst Katzer: Holzkohle und Eisen. Beiträge zur Volkskunde, Wirtschafts- und Sozialgeschichte des Raumes um Gutenstein. Skizzen von Anton Lehner, Niederösterreichische Volkskunde – 6, Trauner, Linz 1970.
- mit Werner Galler: Weihnachtsausstellung der Volkskundlichen Sammlung des NÖ-Landesmuseums. Winterarbeit der Waldbauern. Gedächtnisausstellung für Wilhelm Ast 3. Dez. 1976 bis 30. Jän. 1977, Zeichnungen von Anton Lehner. Kulturabteilung des Amtes der Niederösterreichischen Landesregierung, Wien 1976.
- Die Kalkbrenner am Ostrand der Alpen. Beiträge zur Volkskunde, Wirtschafts- und Sozialgeschichte Niederösterreichs. Niederösterreichische Volkskunde – 9, Herausgegeben von der Gesellschaft der Freunde Gutensteins, Perlach-Verlag, Augsburg 1977, ISBN 3-922769-12-8.
- mit Sepp Tiefenbacher: Leben und Arbeit im Wald. Gutenstein in Gedichten und Bildern. 1 Schallplatte als Beilage, Schendl, Wien 1978.
- Die Schindelmacher im Land um den Schneeberg. Beiträge zur Kulturgeschichte des niederösterreichischen Viertels unter dem Wiener Wald. Fotos von Klaus Vogel, Skizzen von Peter Seeberg, Herausgegeben von der Gesellschaft der Freunde Gutensteins, Niederösterreichische Volkskunde – 13, Perlach-Verlag, Augsburg 1981, ISBN 3-922769-12-8.
- Die Gutensteiner Bauern, ihr Land und sein Schicksal. Herausgegeben von der Gesellschaft der Freunde Gutensteins, Waldbauernmuseum Gutenstein, Perlach-Verlag, Augsburg 1983, ISBN 3-922769-14-4.
- Der Waldbauer und sein Handwerk. Das Museum in der Alten Hofmühle zu Gutenstein. Herausgegeben von der Gesellschaft der Freunde Gutensteins, Gutenstein 1983.
- Markt Gutenstein. Ackerbürger – Handwerker – Arbeiter. Herausgegeben von der Gesellschaft der Freunde Gutensteins, Perlach-Verlag, Augsburg 1986, ISBN 3-922769-18-7.
- Sommerfrische der Kaiserzeit. Die großbürgerliche Sommergesellschaft und ihre einheimischen Gastgeber. Begegnung zweier sozialer Schichten. Gesellschaft der Freunde Gutensteins, Perlach, Augsburg 1990, ISBN 3-922769-21-7.
- mit Gertrud Smola: Weißhafner und Steingutfabrikanten. Majolika-Werkstätten in Niederösterreich als Vorläufer der österreichischen Geschirrmanufaktur in Graz-Karlau. Herausgegeben von Michael Martischnig, Österreichischer Kunst- und Kulturverlag, Wien 1991.
- Die Ortmanner. Ein Industrievolk auf dem Lande. Waldbauernmuseum Gutenstein, Perlach, Augsburg 1992, ISBN 3-922769-22-5.
- Feichtenbach. Eine Tallandschaft im Niederösterreichischen Schneeberggebiet. Herausgegeben von der Marktgemeinde Pernitz, Hollinek, Wien 1994, ISBN 3-85119-257-5.
- (Hrsg.): Köhlerei in Europa und der Karibik. Kulturanthropologische Studien. Symposion im Waldbauernmuseum Gutenstein, Wiener Beiträge zur Ethnologie und Anthropologie – 6, WUV-Univ.-Verl., Wien 1994, ISBN 3-85114-212-8.
- Chronik von Waidmannsfeld und Neusiedl – die Leitermacher. Rundgang durch eine historische Landschaft. Herausgegeben von der Gemeinde Waidmannsfeld, Waidmannsfeld 1996, ISBN 3-9500597-0-9.
- mit Sepp Tiefenbacher: Der Gutensteiner Holzknecht. Redeweise, Arbeit und Leben. Illustrationen aus dem niederösterreichisch-steiermärkischen Grenzgebirge, Gesellschaft der Freunde Gutensteins, Perlach Verlag, Augsburg 1997, ISBN 3-922769-26-8.
- Gutenstein, wildschönes Tal. Marktgemeinde Gutenstein, Gutenstein 1999.
- Rohr im Gebirge – Heimat der Köhler. Gesellschaft der Freunde Gutensteins, Herausgegeben von der Gemeinde Rohr im Gebirge, Rohr im Gebirge 2000.
- Holzkohlenerzeugung in der niederösterreichischen Waldmark. Arbeit und Leben der Waldköhler im niederösterreichischen Schneeberggebiet. Europäischer Köhlerverein – Freie Schriftenreihe – Heft 5, Schneeberg 2001.
- Schwarzau im Gebirge. Der Markt, die Täler, die Höfe. Zeitreise durch eine historische Landschaft. Dorferneuerungsverein Schwarzau im Gebirge, Schwarzau im Gebirge 2002.
- Sägemühlen in der niederösterreichischen Waldmark. Eine Wanderung entlang der Bäche am Fuße des Schneeberges. Gesellschaft der Freunde Gutensteins, Gutenstein 2006.
- mit Herbert Kohlross: Die Schwarzföhre in Österreich. Ihre außergewöhnliche Bedeutung für Natur, Wirtschaft und Kultur. Eigenverlag Herbert Kohlross, Gutenstein 2006, ISBN 978-3-200-00720-8.
- Ortmann – SCA Hygiene Products GmbH. 1980–2006. Ein Werk entsteht neu. Pernitz 2007.
- Leitermacher und Gerüster. Vom Leitgerät zur Aufstiegshilfe. Beitrag zur Volkskunde, Wirtschafts- und Sozialgeschichte von Niederösterreich und Wien, Gesellschaft der Freunde Gutensteins, Gutenstein 2009.
- (Hrsg.): Die Gesellschaft der Freunde Gutensteins. Ein gemeinnütziger Kulturverein feiert „50 Jahre“. Gesellschaft der Freunde Gutensteins, Gutenstein 2010.

## Filme
- Herstellung einer Butte. Gesellschaft der Freunde Gutensteins, DVD, 23 min, Gutenstein 1965.
- Herstellen eines hölzernen Wasserrades, Österreichische Mediathek Sign. Nr. VX-02905, 39 min (gefilmt in Gutenstein 1978), Wien 1981.
- Eine Führung durch das Museum Alte Hofmühle mit Hiltraud Ast. WaldBauern Museum – Arbeit mit Holz. Gesellschaft der Freunde Gutensteins, DVD Video, 33 min, Gutenstein 2012.